# 圣塞巴都堂 (纽伦堡)

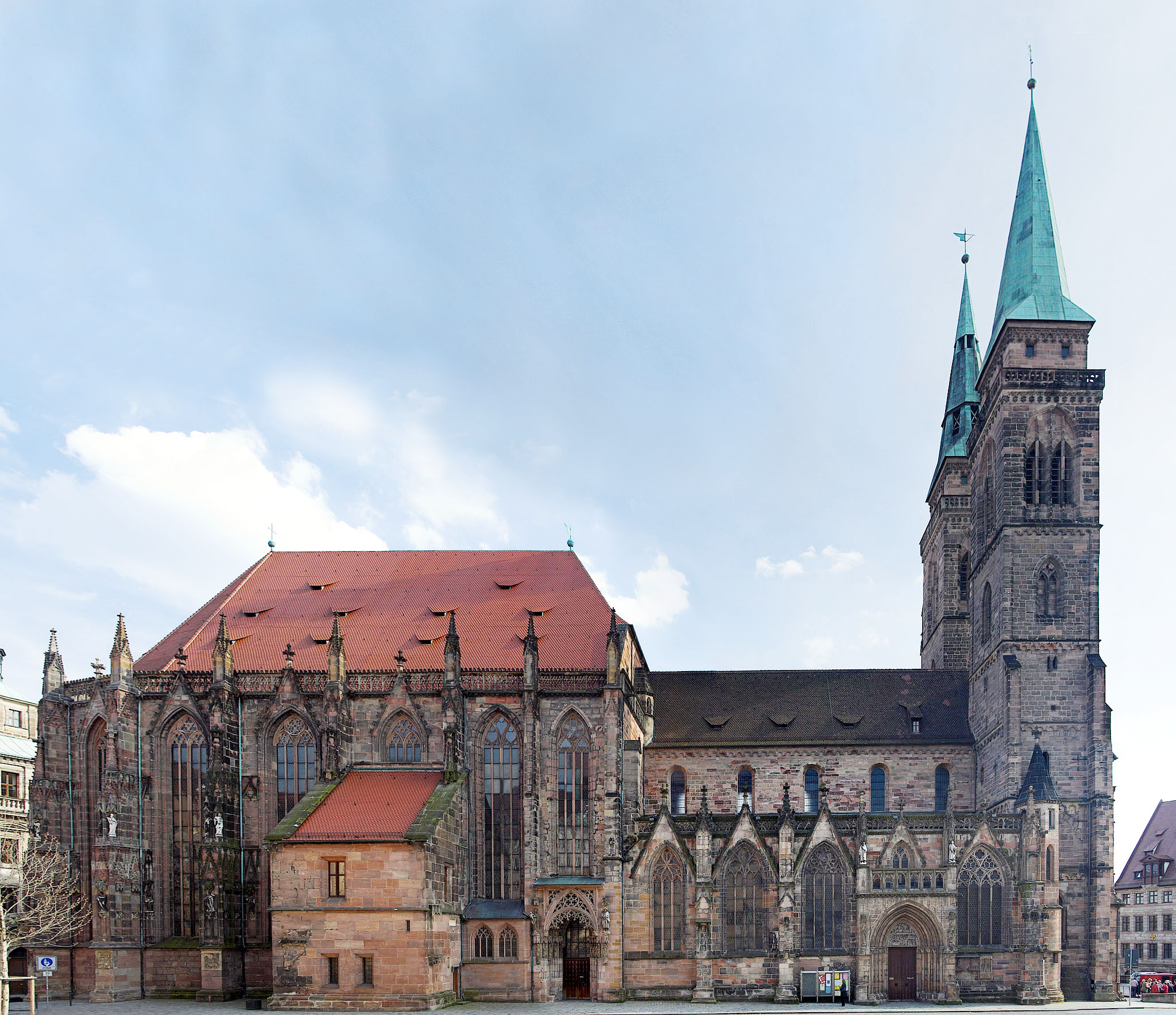
圣塞巴都堂

圣塞巴都堂（Sebalduskirche）是德国纽伦堡的一座中世纪教堂。在该市三大教堂中最为古老，超过圣母堂（Frauenkirche）和圣劳伦斯堂（St. Lorenz）。它坐落在丢勒广场（Albrecht-Dürer-Platz），市政厅对面。它得名于纽伦堡的主保圣人，8世纪隐士和传教士圣塞巴都。自宗教改革以来，它是一座路德会教堂。
这座建筑始建于1230年代，1273-75年完成，最初是一座罗曼式建筑。在14世纪进行重大改建，大厅改为哥特式。15世纪增建了双塔。17世纪其内部装饰改为巴洛克式。二战期间教堂严重受损，战后修复。花窗玻璃等一些古迹幸存了下来。